# Bob Veale
Bob Veale (Birmingham, Alabama; 28 de octubre de 1935 – Birmingham, Alabama; 7 de enero de 2025) fue un beisbolista estadounidense que jugó trece temporadas con dos equipos en la MLB en la posición de pitcher, ganó la Serie Mundial de 1971 y tuvo dos apariciones en el Juego de Estrellas de las Grandes Ligas de Béisbol.

## Carrera
A nivel universitario jugó para los Benedictine Ravens de 1955 a 1957 en donde también jugó baloncesto. En 1958 firma un contrato de ligas menores con los Pittsburgh Pirates como agente libre aficionado. En ligas menores lanzó un juego sin hit especialista en ponches donde ponchó a 208 bateadores en la International League en 1961.
Veale debuta en la MLB con los Pirates el 16 de abril de 1962 con 26 años. En su segunda apertura lanzó un juego completo pero fue enviado a los Columbus Jets el 25 de mayo. El 10 de agosto impuso un récord en la International League de más ponches en un partido con 22 ante los Buffalo Bisons. El 3 de septiembre lanzó un partido de un hit ante Jacksonville donde ponchó a 15 bateadores. Luego de registrar 179 ponches en 134 innings y ganar ocho partidos, Veale regresó a los Pirates en septiembre.
El Mánager de los Pirates Danny Murtaugh puso a Veale en la rotación de abridores en agosto de 1963, y en septiembre registró tres juegos completos en seis aperturas, dos de esos partidos sin hit. El 22 de septiembre de 1964 Veale tuvo 15 ponches ante los Milwaukee Braves, imponiendo un récord de los Pirates de más ponches en un partido de nueve entradas, rompiendo la marca de 12 de Babe Adams en 1909. Fue el líder de la National League con 250 ponches en 1964 luego de ir empatado con Bob Gibson con 245 antes del último día de la temporada. Tuvo una marca personal de ganados y perdidos con 18–12 y efectividad de 2.74 (ERA).
Veale pasó a ser uno de los mejores ponchadores de la liga, por lo que fue seleccionado para representar a la National League en el All-Star Game de 1965. Tuvo 16 ponches el 1 de junio ante los Philadelphia Phillies para romper su marca personal. En 1965 tuvo una marca personal de 276 ponches en una temporada, pero quedó lejos del récord de Sandy Koufax con 382 ponches. Finalizó la temporada con un récord de 17–12 con 2.84 de ERA y los Pirates terminaron en tercer lugar de la National League. Sus 276 ponches en una temporada siguen siendo el récord de la franquicia de los Pirates en la era moderna.
Veale fue una pieza fija en la rotación de abridores de los Pirates en 1966, donde tuvo una marca de 16–12 con 3.02 de ERA en 37 aperturas, siendo seleccionado nuevamente a juego de las estrellas. En 1966 los Pirates contaban con los futuros miembros del Salón de la Fama Roberto Clemente, Bill Mazeroski y Willie Stargell, además del líder en promedio de bateo de la National League Matty Alou, pero volvieron a terminar en tercer lugar de la liga. Veale inició la temporada de 1967 ganando sus primeras seis aprrturas y ganó siete de sus ocho primeras aperturas, finalizando la temporada con 16 victorias y 8 derrotas, pero su efectividad subió a 3.64.
En 1968 una lesión en el hombro de lanzar lo forzó a cambiar su mecánica de lanzamiento y su cantidad de ponches bajó. Veale tuvo una marca de 13–14, la primera vez que tuvo más derrotas que victorias en una temporada, pero su efectividad bajó a 2.05 ERA, la menor desde 1914 por un lanzador con al menos 20 inicios y récord perdedor. En 1969 alcanzó una temporada de al menos 200 ponches, pero su efectividad subió a 3.92. Veale registró temporadas de al menos 200 ponches por siete temporadas consecutivas entre 1964 y 1970. Habían rumores de cambio de equipo en 1971, pero Murtaugh lo convirtió en relevista.
La temporada de 1971 fue una de las más exitosas de la historia de los Pirates, donde ganaron la National League Eastern Division. Veale tuvo un récord de 6–0 en 37 partidos como relevista. Aunque su efectividad fue alta, de 6.99, cerró fuerte en septiembre para que los Pirates ganaran el título divisional. El 1 de septiembre de 1971 los Pirates se convirtieron en el primer equipo de la MLB en colocar en la alineación titular a solo jugadores representantes de minorías. Veale entró en la tercera entrada para reemplazar al abridor Dock Ellis. Los Pirates vencieron a los San Francisco Giants en cuatro juegos para ganar el título de la National League, para luego vencer a los Baltimore Orioles en la Serie Mundial de 1971. En su única aparición en postemporada enfrentó a cinco bateadores, permitió dos carreras y dio dos bases por bola en la derrota por 3-11 en el Juego 2. Los Pirates terminaron ganando la serie en siete partidos.
El 10 de mayo de 1972 los Pirates liberaron a Veale y lo enviaron al equipo de Triple-A en Charleston. El 1 de septiembre los Boston Red Sox firman a Veale y lo usaron como relevista. Su último partido en su carrera en la MLB lo jugó el 8 de septiembre de 1974 a los 38 años.

## Tras el retiro
Luego de retirarse como jugador, Veale trabajó como coach de lanzadores en los equipos de ligas menores de los Atlanta Braves y los New York Yankees. También fue administrador del Rickwood Field.
En 2006 Veale fue seleccionado como miembro del Alabama Sports Hall of Fame.